# Hydroginella caledonica
Hydroginella caledonica is een slakkensoort uit de familie van de Marginellidae. De wetenschappelijke naam van de soort is voor het eerst geldig gepubliceerd in 1877 door Jousseaume.